# Praça da Ribeira
Pour les articles homonymes, voir Ribeira.

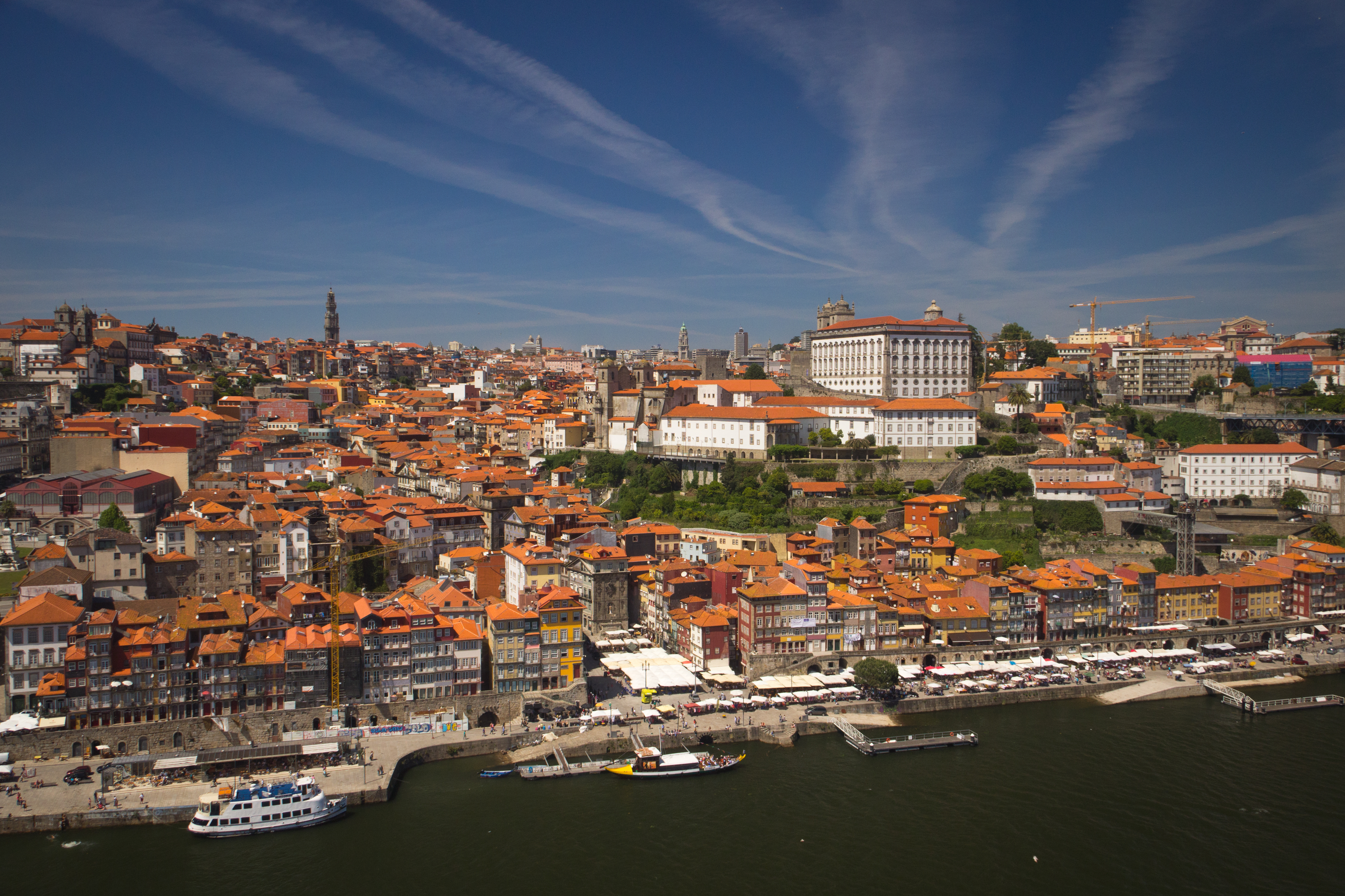
Vue générale de la "Praça da Ribeira" aux parasols blanc.

La Praça da Ribeira est une petite place du quartier de Ribeira, longeant le bord du Douro, dans le centre historique de Porto. Elle se trouve au cœur de la zone très fréquentée par les touristes, avec des quais qui longent le Douro (Cais da Ribeira).

## Description
La place donne au Sud sur le Douro et offre un magnifique panorama sur Vila Nova de Gaia, de l'autre côté du fleuve, et sur le pont Dom-Luís. Au Nord, une fontaine monumentale s'appuie sur les quatre niveaux de l'immeuble donnant sur la place ; le monument comporte trois registres : en bas se trouve la fontaine elle-même ; au milieu, une niche est occupée par une statue de saint Jean-Baptiste due au sculpteur contemporain João Cutileiro ; au niveau supérieur figurent les armoiries du Portugal.